# KNVB-Pokal 1984/85
Der KNVB-Pokal 1984/85 war die 67. Auflage des niederländischen Fußball-Pokalwettbewerbs. An ihr nahmen die 18 Mannschaften der Eredivisie, die 18 Teams der Eerste Divisie und 28 Vertreter aus dem Amateurbereich teil.
Pokalsieger wurde FC Utrecht. Das Team setzte sich im Finale gegen Helmond Sport durch. Der Sieger erhielt einen Startplatz im Europapokal der Pokalsieger.

## Modus
Alle Begegnungen wurden in einem Spiel entschieden. Bei unentschiedenem Ausgang wurde das Spiel auf des Gegners Platz wiederholt. Stand es auch im Wiederholungsspiel nach 90 Minuten unentschieden, kam es zur Verlängerung und falls nötig zum Elfmeterschießen.

## 1. Runde
| Datum      |                          | Ergebnis |                        |
| ---------- | ------------------------ | -------- | ---------------------- |
| 20.10.1984 | FC Den Haag              | 2:1      | SVV Schiedam           |
| 20.10.1984 | DETO Twenterand          | 7:0      | RKSV Venlo             |
| 20.10.1984 | VV Eindhoven             | 0:5      | Fortuna Sittard        |
| 20.10.1984 | Go Ahead Eagles Deventer | 2:0      | RKC Waalwijk           |
| 20.10.1984 | BV De Graafschap         | 2:0      | Willem II Tilburg      |
| 20.10.1984 | SC Heerenveen            | 4:0      | VV Gilze               |
| 20.10.1984 | VV Heerjansdam           | 3:2      | FC Groningen           |
| 20.10.1984 | Helmond Sport            | 2:0      | SC Heracles Almelo '74 |
| 20.10.1984 | MVV Maastricht           | 2:1      | SC Telstar 1963        |
| 20.10.1984 | NAC Breda                | 2:0      | AZ '67 Alkmaar         |
| 20.10.1984 | VV Nieuw-Lekkerland      | 3:3      | PEC Zwolle '82         |
| 20.10.1984 | VV Noordwijk             | 4:2      | SC Veendam             |
| 20.10.1984 | SV Spakenburg            | 1:1      | SC Cambuur             |
| 20.10.1984 | SV De Treffers           | 1:3      | ACV Assen              |
| 20.10.1984 | FC Utrecht               | 6:1      | TSV LONGA              |
| 20.10.1984 | VV IJsselmeervogels      | 1:4      | VVV-Venlo              |
| 21.10.1984 | AFC Amsterdam            | 1:1      | FC Wageningen          |
| 21.10.1984 | AFC '34 Alkmaar          | 1:2      | RBC Roosendaal         |
| 21.10.1984 | VV Drachten              | 1:2      | Feyenoord Rotterdam    |
| 21.10.1984 | V&AV Pax Hengelo         | 1:7      | HFC Haarlem            |
| 21.10.1984 | RC Heemstede             | 5:3      | Dijka Steenwijk        |
| 21.10.1984 | ROHDA Raalte             | 0:0      | FC Volendam            |
| 21.10.1984 | VV Sliedrecht            | 1:1      | Excelsior Rotterdam    |
| 21.10.1984 | FC Twente Enschede       | 4:0      | DS '79                 |
| 06.11.1984 | Vitesse Arnheim          | 1:0      | Roda JC Kerkrade       |
| 17.11.1984 | VV DOVO                  | 0:5      | Ajax Amsterdam         |
| 17.11.1984 | Kozakken Boys            | 0:2      | FC Den Bosch ʼ67       |
| 17.11.1984 | NSVV Numansdorp          | 1:0      | NEC Nijmegen           |
| 17.11.1984 | Rijnsburgse Boys         | 4:1      | SV de Valleivogels     |
| 18.11.1984 | VV Caesar Beek           | 0:1      | SV Zwolsche Boys       |
| 18.11.1984 | USV Elinkwijk            | 0:5      | PSV Eindhoven          |
| 18.11.1984 | VV Geldrop               | 1:2      | Sparta Rotterdam       |

### Wiederholungsspiele
| Datum      |                     | Ergebnis |                     |
| ---------- | ------------------- | -------- | ------------------- |
| 31.10.1984 | SC Cambuur          | 3:1      | SV Spakenburg       |
| 31.10.1984 | Excelsior Rotterdam | 4:0      | VV Sliedrecht       |
| 31.10.1984 | PEC Zwolle '82      | 3:1      | VV Nieuw-Lekkerland |
| 31.10.1984 | FC Volendam         | 2:0      | ROHDA Raalte        |
| 31.10.1984 | FC Wageningen       | 3:2      | AFC Amsterdam       |

## 2. Runde
| Datum      |                          | Ergebnis |                     |
| ---------- | ------------------------ | -------- | ------------------- |
| 17.11.1984 | SC Cambuur               | 1:1      | Vitesse Arnheim     |
| 17.11.1984 | Go Ahead Eagles Deventer | 2:1      | PEC Zwolle '82      |
| 17.11.1984 | HFC Haarlem              | 2:0      | ACV Assen           |
| 17.11.1984 | SC Heerenveen            | 1:3      | Fortuna Sittard     |
| 17.11.1984 | MVV Maastricht           | 5:0      | VV Noordwijk        |
| 17.11.1984 | NAC Breda                | 8:2      | DETO Twenterand     |
| 18.11.1984 | FC Den Haag              | 0:2      | Helmond Sport       |
| 18.11.1984 | Feyenoord Rotterdam      | 1:2      | Excelsior Rotterdam |
| 18.11.1984 | RBC Roosendaal           | 1:2      | FC Volendam         |
| 18.11.1984 | FC Twente Enschede       | 8:0      | BV De Graafschap    |
| 18.11.1984 | FC Wageningen            | 3:2      | RC Heemstede        |
| 11.12.1984 | Ajax Amsterdam           | 6:0      | VV Heerjansdam      |
| 11.12.1984 | FC Den Bosch ʼ67         | 2:0      | VVV-Venlo           |
| 11.12.1984 | PSV Eindhoven            | 11:00    | Rijnsburgse Boys    |
| 06.02.1985 | Sparta Rotterdam         | 5:1      | NSVV Numansdorp     |
| 06.02.1985 | FC Utrecht               | 4:0      | SV Zwolsche Boys    |

### Wiederholungsspiel
| Datum      |                 | Ergebnis |            |
| ---------- | --------------- | -------- | ---------- |
| 11.12.1984 | Vitesse Arnheim | 2:0      | SC Cambuur |

## 3. Runde
| Datum      |                     | Ergebnis |                          |
| ---------- | ------------------- | -------- | ------------------------ |
| 13.03.1985 | Ajax Amsterdam      | 1:1      | PSV Eindhoven            |
| 13.03.1985 | Excelsior Rotterdam | 0:0      | MVV Maastricht           |
| 13.03.1985 | Fortuna Sittard     | 0:3      | Go Ahead Eagles Deventer |
| 13.03.1985 | NAC Breda           | 1:1      | Helmond Sport            |
| 13.03.1985 | Sparta Rotterdam    | 2:1      | HFC Haarlem              |
| 13.03.1985 | FC Twente Enschede  | 2:2      | FC Den Bosch ʼ67         |
| 13.03.1985 | FC Utrecht          | 2:0      | FC Volendam              |
| 13.03.1985 | Vitesse Arnheim     | 0:1      | FC Wageningen            |

### Wiederholungsspiele
| Datum      |                  | Ergebnis              |                     |
| ---------- | ---------------- | --------------------- | ------------------- |
| 19.03.1985 | FC Den Bosch ʼ67 | 6:3                   | FC Twente Enschede  |
| 19.03.1985 | Helmond Sport    | 3:3 n. V. (2:0 i. E.) | NAC Breda           |
| 19.03.1985 | MVV Maastricht   | 2:0                   | Excelsior Rotterdam |
| 19.03.1985 | PSV Eindhoven    | 2:0                   | Ajax Amsterdam      |

## Viertelfinale
| Datum      |                  | Ergebnis |                          |
| ---------- | ---------------- | -------- | ------------------------ |
| 27.03.1985 | FC Den Bosch ʼ67 | 1:2      | Helmond Sport            |
| 27.03.1985 | MVV Maastricht   | 1:1      | PSV Eindhoven            |
| 27.03.1985 | Sparta Rotterdam | 0:2      | FC Utrecht               |
| 27.03.1985 | FC Wageningen    | 2:0      | Go Ahead Eagles Deventer |

### Wiederholungsspiel
| Datum      |               | Ergebnis |                |
| ---------- | ------------- | -------- | -------------- |
| 03.04.1985 | PSV Eindhoven | 6:3      | MVV Maastricht |

## Halbfinale
| Datum      |               | Ergebnis |               |
| ---------- | ------------- | -------- | ------------- |
| 07.05.1985 | FC Utrecht    | 0:0      | PSV Eindhoven |
| 07.05.1985 | FC Wageningen | 1:1      | Helmond Sport |

### Wiederholungsspiele
| Datum      |               | Ergebnis              |               |
| ---------- | ------------- | --------------------- | ------------- |
| 21.05.1985 | PSV Eindhoven | 2:2 n. V. (2:4 i. E.) | FC Utrecht    |
| 22.05.1985 | Helmond Sport | 2:1                   | FC Wageningen |

## Finale
| FC Utrecht                                   | FC Utrecht | Helmond Sport | Helmond Sport |
| -------------------------------------------- | --- | --- | ------------- |
| FC Utrecht                                   | \| 6. Juni 1985 in Stadion Galgenwaard, Utrecht \| \| Ergebnis: 1:0 (0:0) \| \| Zuschauer: 18.000 \| \| Schiedsrichter: Piet Bosman \| \| Spielbericht \|                                                                                          | \| 6. Juni 1985 in Stadion Galgenwaard, Utrecht \| \| Ergebnis: 1:0 (0:0) \| \| Zuschauer: 18.000 \| \| Schiedsrichter: Piet Bosman \| \| Spielbericht \|                                                                          | Helmond Sport |
| FC Utrecht                                   | Jan Willem van Ede – Herman Verrips, Gerrit Plomp, Ton du Chatinier , Mark Verkuyl, Jan Wouters, Edwin Godee (54. Ton de Kruijk), Frans Adelaar, Michel Beukers (46. Fred Tuinman), John van Loen, Johan van der Hooft. Cheftrainer: Nol de Ruiter | Wim van der Meijden – Hans Meeuwsen, Tjapko Teuben, Huub Stokmans, Jan van Gestel, Jack Edelbloedt, Jan van der Veen , Hans Vincent, Toon Nelemans, René van Tilburg, Perry van Weert (88. Eric Keizers). Cheftrainer: Jan Brouwer | Helmond Sport |
| FC Utrecht                                   | 1:0 John van Loen (90.+4') | | Helmond Sport |
| 6. Juni 1985 in Stadion Galgenwaard, Utrecht | | |               |
| Ergebnis: 1:0 (0:0)                          | | |               |
| Zuschauer: 18.000                            | | |               |
| Schiedsrichter: Piet Bosman                  | | |               |
| Spielbericht                                 | | |               |